# Могод
Могод (монг. Могод) — сомон аймаку Булган, Монголія. Територія 2,82 тис. км², населення 2,8 тис. Адміністративний центр — селище Ерхет знаходиться на відстані 131 км від Булгана та 340 від Улан-Батора. Є школа, лікарня, культурний та торговельно-обслуговуючий центри, санаторії.

## Клімат
Різкоконтинентальний клімат.